# Стук в дверь
«Стук в дверь» (англ. Knock at the Cabin) — художественный фильм 2023 года режиссёра М. Найта Шьямалана, снятый по роману Пола Г. Трембле «Хижина на краю света». Главные роли в нём сыграли Дейв Батиста, Джонатан Грофф, Бен Элдридж, Никки Амука-Бёрд, Кристен Куи, Эбби Куинн и Руперт Гринт. Фильм получил противоречивые отзывы критиков.

## Сюжет
Гомосексуальная пара Эрик и Эндрю с семилетней дочерью Вен приезжают отдохнуть в хижину в лесной глуши Пенсильвании. Вскоре их покой оказывается нарушен: в хижину врываются четверо людей, вооружённых странным самодельным холодным оружием (учитель Леонард, медсестра Сабрина, слесарь Рэдмонд и повар Адриана). Эти люди по очереди рассказывают, что их посещали страшные видения о скором конце света, и что гибель человечества можно предотвратить, только если Эрик и Эндрю принесут в жертву члена семьи. Чтобы доказать правдивость своих слов, они показывают телевизионные новости о катастрофических событиях по всему миру и начинают жестоко убивать друг друга.
Эндрю и Эрик понимают, что разговоры о конце света — не выдумка: герои явно столкнулись с четырьмя всадниками Апокалипсиса. Чтобы принести необходимую жертву, Эндрю убивает Эрика. После этого он возвращается с дочерью в город и видит, что жизнь чудесным образом возвращается в привычное русло.

## В ролях
- Дейв Батиста — Леонард
- Джонатан Грофф — Эрик
- Бен Элдридж — Эндрю
- Никки Амука-Бёрд — Сабрина
- Кристен Цуй — Вен
- Эбби Куинн — Адриана
- Руперт Гринт — Рэдмонд

## Создание и оценки
Фильм был анонсирован режиссёром М. Найтом Шьямаланом в октябре 2021 года. Шьямалан стал режиссёром, сценаристом и одним из продюсеров проекта (наряду с Ашвином Раджаном, Марком Бинстоком и Стивеном Шнайдером). Главную роль в картине получил Дейв Батиста.
Съёмки проходили в Нью-Джерси в апреле—июне 2022 года. Премьера состоялась 30 января 2023 года в Нью-Йорке. 3 февраля 2023 года фильм вышел в широкий прокат в США. Кассовые сборы составили 54,8 млн долларов при бюджете 20 млн.
На сайте-агрегаторе отзывов Rotten Tomatoes «Стук в дверь» получил рейтинг 67 % со средней оценкой 6,3/10. Рецензенты с этого ресурса отметили, что «фильм зачастую не так страшен», но всё же заставляет зрителя задуматься. На сайте Metacritic картина получила 63 балла из 100, что указывает на «в целом положительные отзывы». Зрители, опрошенные CinemaScore, дали ей среднюю оценку «С» по шкале от A+ до F, среди опрошенных PostTrak 56 % оценили фильм положительно, а 35 % что определённо рекомендовали бы его другим. М. Х. Миллер (Ready Steady Cut) написал в своей рецензии, что «Стук в дверь» — «исключительно хорошо снятый триллер», у которого есть заметные недостатки. Ник Аллен (RogerEbert.com) оценил фильм на две звезды из четырёх, назвав его «разочаровывающим и несерьёзным» и добавив, что Шьямалану «вероятно, следует держаться подальше от апокалипсиса».
Шарлотта О’Салливан (Evening Standard) нашла в фильме множество сюжетных дыр и сочла, что захватчики хижины не стали интересными для зрителя. Сэм Адамс (Slate) раскритиковал режиссёрские решения в финале, значительно меняющие исходный материал. Венди Айд (The Observer) назвала «Стук в дверь» «самой содержательной и эффектной картиной Шьямалана за последнее время», высоко оценил картину и Стеф Рубино из Autostraddle.